# Pietro De Martino

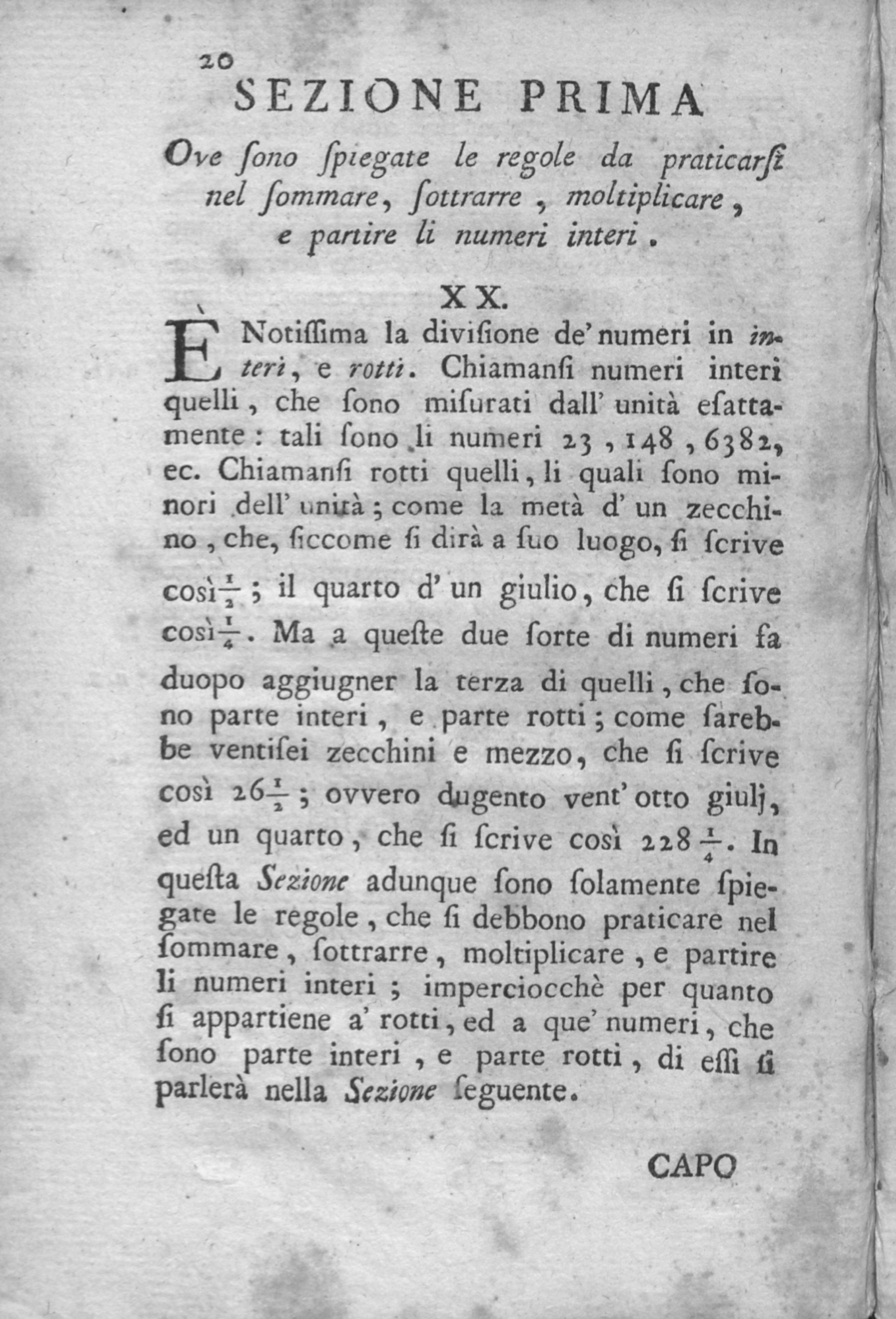
Nuove istituzioni di aritmetica pratica, sección uno, edición de 1762

Pietro De Martino (Faicchio, 31 de mayo de 1707-Nápoles, 28 de enero de 1746) fue un matemático y astrónomo italiano.

## Obras
- Degli elementi della geometria piana composti da Euclide Megarese, e tradotti in italiano, ed illustrati (en italiano). Nápoles: Alessio Pellecchia. 1785 [1736].
- Philosophiae naturalis institutionum libri tres (en latín). Nápoles: Felice Carlo Mosca. 1738.
- Nuove istituzioni di aritmetica pratica (en italiano). Nápoles: Felice Carlo Mosca. 1739.
- Nuove instituzioni di aritmetica pratica (en italiano). Turín: Stamperia Reale. 1762 [1739].
- De luminis refractione et motu (en latín). Nápoles. 1740.
- De corporum quae moventur viribus, earumque aestimandarum ratione (en latín). Nápoles: Felice Mosca. 1741.